# 费特希耶湾

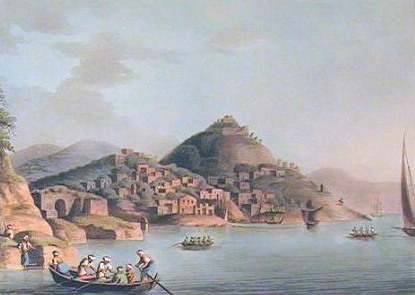

费特希耶湾（土耳其語：Fethiye Körfezi）是土耳其西南部地中海的一个海湾。穆拉省的两个城市费特希耶和戈西克（Göcek）位于海湾周围。它的西边是库尔多格鲁角（土耳其語：Kurtoğlu Burnu），东边是伊布利斯角/安吉斯特罗角（土耳其語：İblis Burnu）。它是旅游和游艇的热门地区。1923年以前，它称为马克立湾，即费特希耶从前的希腊名称。
它位于古代吕基亚，称为“泰尔梅索斯湾”或“格劳克斯湾”（Glaucus Sinus，推测为希波罗科斯的儿子格劳克斯）。古代城市吕达（Lydae）和泰尔梅索斯（现代的费特希耶）位于其上。
36°38′N 28°58′E / 36.633°N 28.967°E